# Efeito telescópico
Na psicologia cognitiva, o efeito telescópico (ou viés telescópico) trata-se da percepção temporal errônea de um evento, pelo qual as pessoas percebem eventos recentes, como sendo mais antigos do que são, e eventos distantes, como sendo mais recentes do que são. Este, é conhecido como telescopia direta; aquele, como telescopia reversa ou expansão temporal.
O tempo aproximado em que a ocorrência do evento se confunde é de três anos, tanto para frente, quanto para trás, sendo que os eventos que ocorreram três anos atrás têm a mesma probabilidade de serem reportados para frente. Embora o efeito ocorra tanto para a frente, como para trás, o efeito tende, em geral, a trazer eventos antigos, para um período recente. A maior causa dessa ocorrência se dá pelo fato de que as forças que prejudicam a memória, como a ingestão de álcool, e o consumo de fármacos, ou narcóticos, também prejudicam a percepção do tempo.

## Origem do termo
O trabalho original sobre o efeito é, geralmente, atribuído a um artigo de 1964, de Neter e Joseph Waksberg, no Journal of the American Statistical Association. O termo "telescópico" vem da ideia de que o tempo parece encolher em direção ao presente, da mesma maneira que a distância dos objetos parece diminuir, quando eles são vistos através de um telescópio.

## Modificadores de efeito

### Desenvolvimento
Psicólogos estudaram o efeito telescópico em crianças, porque o crescimento de uma pessoa costuma ter um impacto significativo em sua memória. A "telescopagem" ocorre em todas as idades, mas em graus diferentes. Crianças mais velhas têm uma tendência maior de encurtar eventos velhos, e uma tendência menor de encurtar memórias recentes, do que crianças mais novas. Essas percepções errôneas geradas por esse efeito ocorrem em crianças durante suas primeiras memórias formadas. Portanto, as primeiras memórias das pessoas podem ser "lembradas" como mais recentes, do que, de fato, são. Esta descoberta indica que as primeiras memórias relatadas nos estudos e nos trabalhos feitos sobre amnésia infantil, devem ser questionadas, considerando que podem ter ocorrido antes do que são relatadas.